# San Carlos del Valle
San Carlos del Valle település Spanyolországban, Ciudad Real tartományban. San Carlos del Valle Alhambra, Valdepeñas, Membrilla és La Solana községekkel határos. Lakosainak száma 1071 fő (2024).

## Népesség
A település népessége az elmúlt években az alábbi módon változott:
| Lakosok száma | 1234 | 1220 | 1219 | 1211 | 1208 | 1211 | 1170 | 1120 | 1087 | 1071 |
|               | 2001 | 2004 | 2006 | 2009 | 2011 | 2014 | 2016 | 2019 | 2021 | 2024 |